# Franz Wutz
Franz Xaver Wutz (* 21. Oktober 1882 in Eichstätt; † 19. März 1938 ebenda) war ein deutscher Priester und Professor für Altes Testament an der Hochschule Eichstätt.
Wutz studierte Theologie in Eichstätt und wurde 1907 zum kath. Priester geweiht. 1911 wurde er Professor für Exegese an der Philosophisch-theologischen Hochschule Eichstätt. Im November 1933 unterzeichnete er das Bekenntnis der deutschen Professoren zu Adolf Hitler.
In seiner Transkriptionstheorie war Wutz der Ansicht, wie auch Oluf Gerhard Tychsen zuvor, dass den Übersetzern der Septuaginta griechische Umschrifttexte (wie die zweite Spalte der Hexapla) des hebräischen Textes vorlagen. Seine Theorie konnte sich aber nicht durchsetzen.

## Schriften
- Onomastica Sacra. Untersuchungen zum Liber interpretationis nominum hebraicorum des hl. Hieronymus, 2 Bde., 1914/15 (Digitalisat)
- Die Psalmen. Textkritisch untersucht von Franz Wutz (hebr./ lat./ dt.), Kösel & Pustet, München 1925
- Systematische Wege von der Septuaginta zum hebräischen Urtext, I. Bd. Kohlhammer, Stuttgart 1937
- Das Buch Job, W. Kohlhammer, Stuttgart 1939 (Eichstätter Studien. Herausgegeben von der Bischöflichen philosophisch – theologischen Hochschule Eichstätt i. B., 3)
- Das Hohelied, W. Kohlhammer, Stuttgart 1940 (Eichstätter Studien. Herausgegeben von der Bischöflichen philosophisch – theologischen Hochschule Eichstätt i. B., 4)